# Сен-Никола-д’Альермон
Сен-Никола-д’Альермон (фр. Saint-Nicolas-d'Aliermont) — коммуна на севере Франции, регион Нормандия, департамент Приморская Сена, округ Гавр, кантон Дьеп-2. Расположена в 13 км к юго-востоку от Дьепа.
Население (2018) — 3 715 человек.

## Достопримечательности
- Церковь Святого Николая XIII века
- Музей часового дела, отражающий историю развития производства часов от XVII века до наших дней

## Экономика
Структура занятости населения:
- сельское хозяйство — 0,4 %
- промышленность — 41,4 %
- строительство — 2,2 %
- торговля, транспорт и сфера услуг — 32,2 %
- государственные и муниципальные службы — 23,8 %

Уровень безработицы (2017) — 13,6 % (Франция в целом —  13,4 %, департамент Приморская Сена — 15,3 %). 

Среднегодовой доход на 1 человека, евро (2018) — 20 110 (Франция в целом — 21 730, департамент Приморская Сена — 21 140).

## Демография
Динамика численности населения, чел.

## Администрация
Пост мэра Сен-Никола-д’Альермон с 2001 года занимает представитель партии Союз демократов и независимых Бландин Лефевр (Blandine Lefebvre). На муниципальных выборах 2020 года возглавляемый ею центристский список победил в 1-м туре, получив 54,63 % голосов.
| Период | Период | Фамилия        | Партия                                                       | Примечания                                                                                                |
| ------ | ------ | -------------- | ------------------------------------------------------------ | --- |
| 1959   | 1989   | Поль Карон     | Разные правые Союз за французскую демократию                 | промышленник, член Генерального совета департамента, член Регионального совета Верхней Нормандии, сенатор |
| 1989   | 1995   | Поль Айяш      | Социалистическая партия                                      | учитель                                                                                                   |
| 1995   | 2001   | Жан Леконт     |                                                              | генеральный директор компании Soddim                                                                      |
| 2001   |        | Бландин Лефевр | Союз за французскую демократию Союз демократов и независимых | государственный служащий, член Совета департамента                                                        |